# Пехничек, Антоний
Анто́ний Кши́штоф Пехни́чек (пол. Antoni Krzysztof Piechniczek; род. 3 мая 1942, Хожув) — польский футболист и футбольный тренер. С 2007 года сенатор парламента Польши.

## Карьера игрока
Антоний провёл свою игровую карьеру в польских «Легии» и «Рухе» из Хожува и во французском «Шатору». В сборной Польши провёл 3 года и сыграл за неё 3 матча.

## Карьера тренера
Антоний тренировал такие клубы, как «Сталь» (Бельско-Бяла), «Одра» (Ополе), «Рух» (Хожув), «Гурник» (Забже) (все Польша), «Эсперанс» (Тунис) и «Эр-Райян» (Катар)
Тренировал сборную Польшой с 1981 по 1986 года и с 1996 по 1997 года. Руководил «белыми орлами» на чемпионате мира 1982 года в Испании, где поляки завоевали бронзовые награды, и на чемпионате мира 1986 года в Мексике.
Также тренировал сборную Туниса и сборную ОАЭ.